# فينتسي (كراسنودار)
فينتسي (بالروسية: Венцы) هي مدينة في مقاطعة كراسنودار كراي في روسيا.
يبلغ عدد سكانها حوالي 4115 نسمة.